# Butler (Kentucky)
Butler é uma cidade localizada no estado americano de Kentucky, no Condado de Pendleton.

## Demografia
Segundo o censo americano de 2000, a sua população era de 613 habitantes. 
Em 2006, foi estimada uma população de 645, um aumento de 32 (5.2%).

## Geografia
De acordo com o United States Census Bureau tem uma área de 
0,6 km², dos quais 0,6 km² cobertos por terra e 0,0 km² cobertos por água. Butler localiza-se a aproximadamente 166 m acima do nível do mar.

## Localidades na vizinhança
O diagrama seguinte representa as localidades num raio de 16 km ao redor de Butler. 